# Берхида
Берхида (венг. Berhida) — город в медье Веспрем в Венгрии. Население — 5968 чел. (2001).

## География
Город Берхида расположен примерно в 10 км к югу от Варпалоты и в нескольких километрах от северо-восточной оконечности озера Балатон.

## История
Город Берхида впервые был упомянут в летописи, датирующейся 1082 годом.
В XIV веке здесь была построена Римско-католическая церковь.

## Население
| Год  | Численность | Численность |
| ---- | ----------- | ----------- |
| 2013 | 5917        | [ 4 ]       |
| 2014 | 5861        | [ 5 ]       |
| 2015 | 5833        | [ 6 ]       |
| 2021 | 5660        | [ 7 ]       |
| 2022 | 5660        | [ 8 ]       |
| 2023 | 5758        | [ 9 ]       |
| 2024 | 5747        | [ 1 ]       |